# Nervus medianus
De nervus medianus is een zenuw in de onderarm die bij de mens onderstaande spieren innerveert: 
- Musculus flexor carpi radialis
- Musculus palmaris longus
- Musculus flexor digitorum superficialis
- Musculus flexor digitorum profundus
- Musculus flexor pollicis longus
- Musculus pronator teres
- Musculus pronator quadratus
- Musculus abductor pollicis brevis
- Musculus flexor pollicis brevis
- Musculus opponens pollicis
- Musculi lumbricales I en II

Bij een carpaletunnelsyndroom is de nervus medianus bekneld in de carpale tunnel van het polsgewricht.